# Craspedonotus
Craspedonotus es un género de coleópteros adéfagos de la familia Carabidae. 

## Especies
Relación de especies:
- Craspedonotus himalayanus Semenov, 1910
- Craspedonotus margellanicus Kraatz, 1884
- Craspedonotus tibialis Schaum, 1863